# Smile スマイル
『Smile スマイル』（原題：Smile）は、2022年のアメリカ合衆国のホラー映画。
監督であるパーカー・フィンが2020年に撮影した短編映画『ローラは眠れない』を長編映画化したものであり、同氏初の長編映画でもある。
日本では劇場未公開だったが、2023年4月7日よりiTunesにて配信となった。

## ストーリー
大病院に勤める精神科医のローズはある日、若い女性ローラのカウンセリングを担当した。大学院生であるローラは教授の自殺を目撃して以来、様子がおかしいという。様々に姿を変える「何者か」がいると叫び、不気味な笑顔を浮かべてローズの眼の前で自殺するローラ。
幽霊じみた幻影に悩まされ始めるローズ。自宅でも警報が鳴るなど異変が続いた。ローズの言葉を信じずに精神病を疑う婚約者や姉夫婦。ローズの母親は彼女が幼い頃に精神を病み、家庭を崩壊させて自殺したのだ。
以前の恋人で刑事のジョエルに、無理に調査を依頼するローズ。自殺を目撃した者が数日後に笑って自殺する連鎖は、何と19件も続いていた。唯一死ななかった男は自殺の代わりに殺人を犯したという。
ローズには、幼い頃に死に行く母親を見捨てたという誰にも言えないトラウマがあった。笑顔で人を自殺させ様々な人に化けて現れる「何者か」を、自分の母親に重ね合わせて対決しようと、子供の頃の家である廃屋に向かうローズ。
母親の姿の怪異に一度は勝ったと思われるローズ。だが。駆けつけたジョエルが見たものは、自殺しようとするローズだった。

## キャスト
※括弧内は日本語吹替。
- ローズ・コッター：ソシー・ベーコン（渋谷はるか） - 主人公。救急精神病院に勤める女性精神科医。ある日カウンセリングにやってきた女子大生ローラが目の前で自殺して以来、奇妙な幻覚に悩まされるようになる。
- ジョエル：カイル・ガルナー（河本邦弘） - 主人公ローズの元恋人。刑事。すでに破局しているがローズには未練たらたらであり、彼女に頼られると内容が何であれ断り切れない。
- ローラ・ウィーバー：ケイトリン・ステイシー（高橋雛子） - 主人公ローズのオフィスにある日カウンセリングにやってきた女子大生。自分にしか見えないという笑顔の“何か”に対して激しい怯えを見せており、直後に不気味な笑みを浮かべたままローズの目の前で自ら喉を掻っ切り自殺する。
- モーガン・デサイ博士：カル・ペン（越後屋コースケ） - 主人公ローズの上司。患者よりも病院の利益を第一に考えているため、患者のことを第一に考えているローズとは対立気味。
- マデリーン・ノースコット博士：ロビン・ワイガート（幸田直子） - 主人公ローズが幼い頃から通っているカウンセリングの女性精神科医。
- トレヴァー：ジェシー・T・アッシャー（田村真） - 主人公ローズと同棲中の婚約者。お金よりも医者としての信念を優先するローズの良き理解者でもある。
- ホリー：ジリアン・レイサー（木村涼香） - 主人公のローズの姉。小学生になる息子ジャクソンを溺愛している。
- グレッグ：ニック・アラポグルー - ホリーの夫。ホリーには頭が上がらない。
- カール・レンケン：ジャック・ソシェ - 主人公のローズが勤める精神科病棟に入院している男性患者。
- ヴィクトリア・ムニョス：ジュディ・レイエス（田村聖子） - 女子大生ローラがローズの元にやってくる数日前にハンマーで自殺したという大学教授ガブリエル・ムニョスの妻。
- ロバート・タリー：ロブ・モーガン - 過去に起こったとされる連鎖自殺事件で唯一生存した男性。現在は殺人の罪で刑務所に収監されている。
- ママ：ドラ・キッス（所河ひとみ） - 主人公ローズの母親。ローズが幼い頃に薬物の過剰摂取が原因で亡くなっている。
- バックリー刑事：ペリー・ストロング
- ステファニー：サラ・カプナー（古木海帆）
- ナイトメア・ママ：ケヴィン・ケッピー
- 怪物：マルティ・マトゥリス

その他声の出演：山中誠也、武田太一、和優希、岡田雄樹、ボルケーノ太田、高梁りつ、池田朋子、菊池通武、藤原大智